# Roßleben
Roßleben är en ortsteil i staden Roßleben-Wiehe i Kyffhäuserkreis i förbundslandet Thüringen i Tyskland och har anor från 800-talet. Roßleben var en kommun med tre Ortsteile Rossleben, Bottendorf och Schönewerda fram till den 1 januari 2019 när den uppgick i Roßleben-Wiehe. Roßleben hade 4 885 invånare 2018.